# Bürgenstock (Schiff, 2018)
Die Bürgenstock ist eine Katamaran-Fähre mit Hybridantrieb auf dem Vierwaldstättersee. Sie verkehrt seit Mai 2018 für die Schifffahrtsgesellschaft des Vierwaldstättersees (SGV) ganzjährig zwischen Luzern und der Station Kehrsiten-Bürgenstock als Zubringer zur Bürgenstock-Bahn.

## Bau der Fähre
Das 6 Millionen Schweizer Franken teure Schiff wurde 2016 bei Shiptec, einer Tochtergesellschaft der SGV, in Auftrag gegeben.
Die Firma Aluship Technology aus Danzig hat die Aluminiumstruktur für die Fähre Bürgenstock, in Danzig konstruiert und gebaut. Die gefertigten Bauteile wurden in die Schweiz zur Schweizer Werft Shiptec AG in Luzern transportiert, hier montiert und im Mai 2018 abgeliefert.

## Beschreibung und Betrieb
Die Bürgenstock ist ein 38 m langer, 10,3 m breiter und 111 Tonnen schwerer Passagierkatamaran mit zwei Decks für 300 Personen.
Der Hybridantrieb der Bürgenstock besteht aus zwei elektrischen Motoren/Generatoren von Siemens mit jeweils 180 kW Nennleistung. Die Akkumulatoren werden von zwei Scania-Dieselmotoren des Typs DI16 mit jeweils 552 kW Nennleistung über die Elektrogeneratoren geladen. Im Falle von Störungen der Akkumulatoren kann das Schiff auch durchgehend nur mit den Dieselmotoren verkehren.

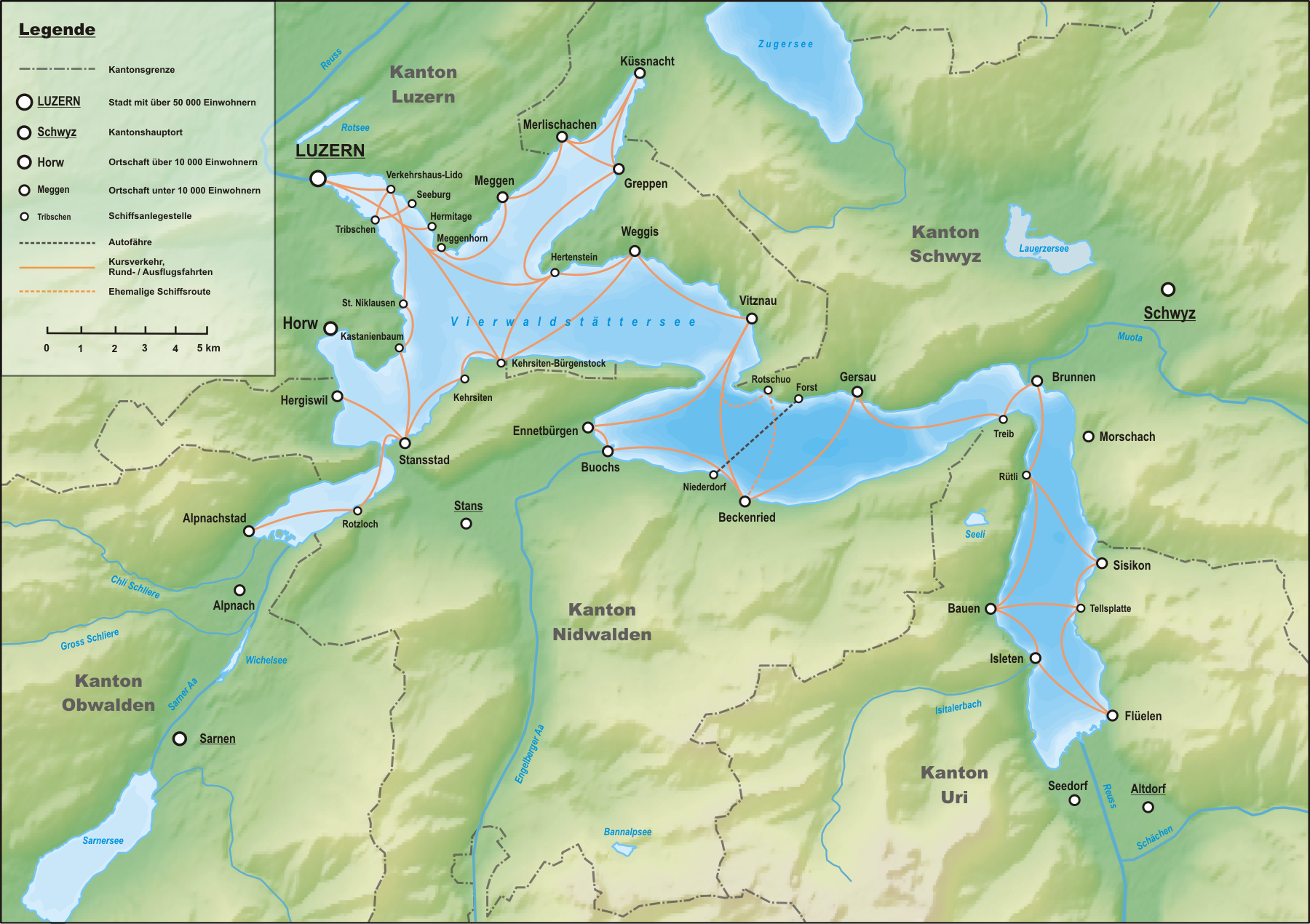
Der Vierwaldstättersee mit den Schiffslinien

Die Bürgenstock fährt ihre Route an 365 Tagen im Jahr, je nach Saison zwischen 11 und 16 mal am Tag. Die Überfahrt dauert 24 Minuten, respektive auf der Rückfahrt 29 Minuten und erfolgt in zwei Betriebsarten:
- Im Luzerner Seebecken fährt das Schiff total ca. 17 Minuten rein elektrisch, dabei speisen die Akkumulatoren die Elektromotoren.
- Die zweite Hälfte der Strecke fährt das Schiff mit den Dieselmotoren, dabei wird der Elektromotor zum Generator und die Akkumulatoren werden wieder aufgeladen.

Die modulare Bauweise der Bürgenstock ermöglicht den Strassentransport der einzelnen Module. Dadurch kann dieser Schiffstyp an geeignete Orte transportiert und dort wieder zusammengebaut werden.